# Conistra castaneofasciata
Conistra castaneofasciata är en fjärilsart som beskrevs av Victor Ivanovitsch Motschulsky 1860. Conistra castaneofasciata ingår i släktet Conistra och familjen nattflyn. Inga underarter finns listade i Catalogue of Life.